# Port Carnley

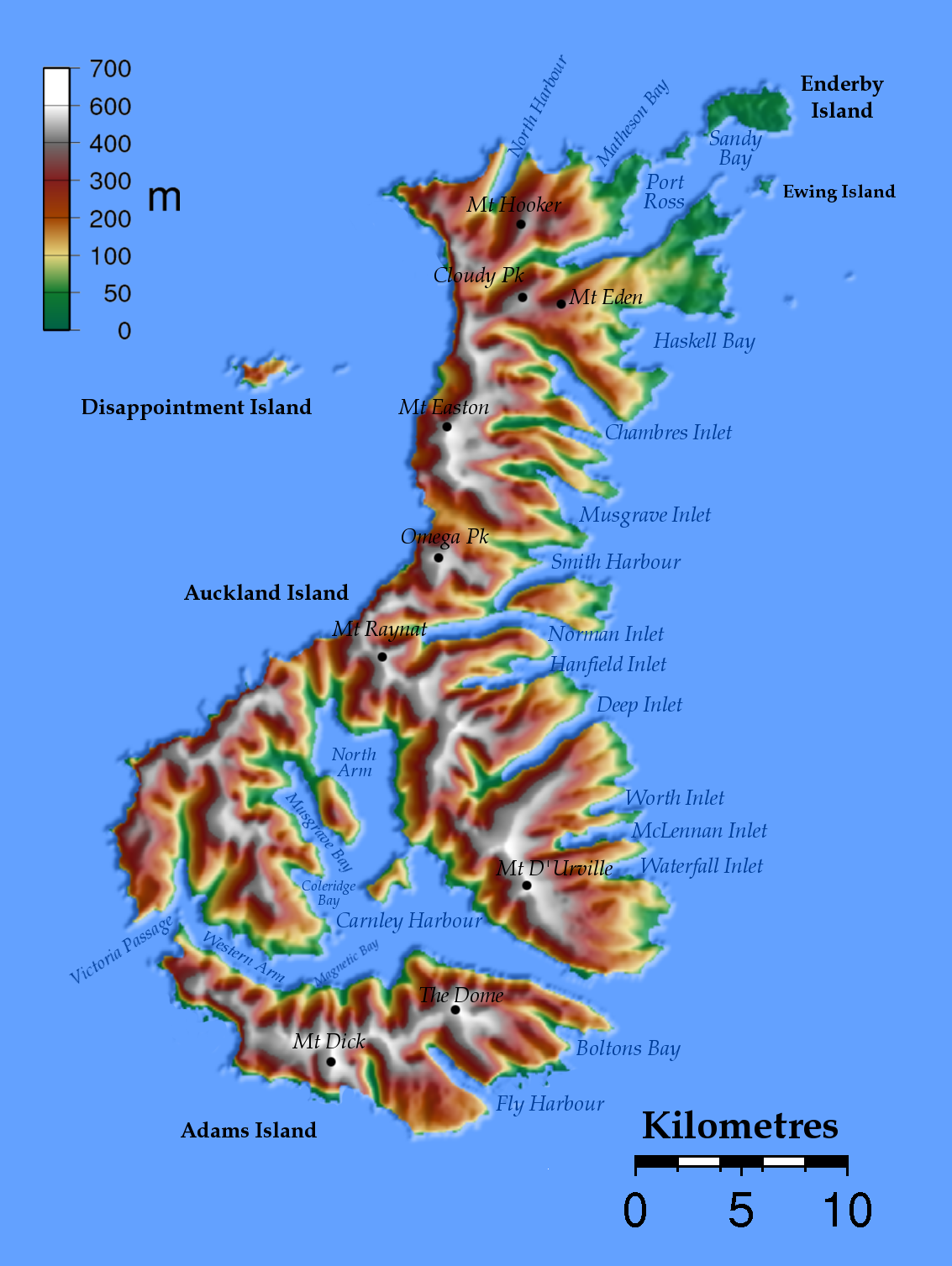
Port Carnley est au nord de l'île Adams, l'île la plus au sud

Port Carnley (en anglais Carnley Harbour) est un port naturel au sud des îles Auckland, entre l'île Adams et Auckland . Formé à partir du cratère noyé d'un volcan éteint, le port sépare l'île Adams du reste de l'archipel . Le port est parfois appelé le détroit d'Adams (Adams Staits).

Le port n'est pas aménagé (les îles Auckland sont inhabitées) et possède trois bras principaux : North Arm, Musgrave Bay et Western Arm. Parmi ceux-ci, les deux premiers sont de profondes échancrures sur la côte de l'île d'Auckland; le dernier se connecte au passage Victoria pour former un canal séparant les îles Auckland et Adams.

Port Carnley vue en direction de l'est

Port Carnley a été le lieu de naufrage du Grafton, dont le récit de survie de ses cinq marins a été raconté dans Les naufragés ou Vingt mois sur un récif des Îles Auckland, par François Édouard Raynal.